# Lapeyrère (Haute-Garonne)
Lapeyrère település Franciaországban, Haute-Garonne megyében. Lakosainak száma 59 fő (2022. január 1.). Lapeyrère Méras, Sieuras, Sainte-Suzanne, Bax, Canens és Latour községekkel határos.

## Népesség
A település népességének változása:
| Lakosok száma | 68   | 40   | 47   | 81   | 72   | 69   | 68   | 65   | 63   | 59   |
|               | 1968 | 1982 | 1990 | 2006 | 2013 | 2015 | 2017 | 2019 | 2020 | 2022 |